# 宫守站
宫守站（日语：／ Miyamori eki */?）位于岩手县远野市宫守町下宫守，是东日本旅客铁道（JR東日本）管辖的釜石线上的鐵路車站。

## 历史
- 1915年11月23日 - 作为岩手轻便铁道终点站投入运营[3]。
- 1936年8月1日 - 岩手轻便铁道国有化，成为国铁釜石线车站[3]。
- 1943年9月20日 - 轨距改为1,067mm[3]。
- 1944年10月11日 - 随着釜石东线开业，线路名改为釜石西线[3]。
- 1950年10月10日 - 国铁釜石线全部贯通，在此成为釜石线车站[3]。
- 1985年3月14日 - 业务简易委托化。
- 1987年4月1日 - 国铁分割民营化后成为JR东日本车站。
- 2010年4月1日 - 随着岩手县立远野高中宫守分校废校，窗口营业时间缩短。只有工作日中午前营业。
- 2014年4月1日 - 无人化。
- 2015年
  - 1月19日 - 站房拆除工程开工[4]。
  - 4月2日 - 新站房投入使用[5]。
- 2017年4月1日 - 随着花卷站业务委托化，北上站管辖。

## 车站结构
岛式站台1台2线的地上车站。
北上站管理的无人站。

### 站台配置
| 站台 | 路线    | 方向 | 目的地         |
| ---- | ------- | ---- | -------------- |
| 1    | ■釜石线 | 上行 | 花卷方向       |
| 2    | ■釜石线 | 下行 | 远野、釜石方向 |

## 使用情况
JR東日本2000年度-2015年度1日平均乘车人数变化如下。
| 乘车人数变化 | 乘车人数变化     | 乘车人数变化  |
| 年度         | 1日平均 乘车人数 | 参考          |
| ------------ | ---------------- | ------------- |
| 2000年       | 279              | [ 客流量 1 ]  |
| 2001年       | 248              | [ 客流量 2 ]  |
| 2002年       | 236              | [ 客流量 3 ]  |
| 2003年       | 207              | [ 客流量 4 ]  |
| 2004年       | 203              | [ 客流量 5 ]  |
| 2005年       | 183              | [ 客流量 6 ]  |
| 2006年       | 189              | [ 客流量 7 ]  |
| 2007年       | 189              | [ 客流量 8 ]  |
| 2008年       | 173              | [ 客流量 9 ]  |
| 2009年       | 145              | [ 客流量 10 ] |
| 2010年       | 128              | [ 客流量 11 ] |
| 2011年       | 116              | [ 客流量 12 ] |
| 2012年       | 111              | [ 客流量 13 ] |
| 2015年       | 96               | [ 客流量 14 ] |

## 其他
- 世界语站名：Galaksia Kajo（银河站台）。[7]

## 相鄰車站
東日本旅客鐵道（JR東日本）
临时快速SL银河停车站
□快速「濱百合」
土泽 - 宫守 -（部分列车鳟泽）- 远野
■普通
岩根桥－宫守－柏木平

### 使用情况
1. ↑  . 東日本旅客鉄道.   [2018-03-09]. （原始内容存档于2018-02-13）.
2. ↑  . 東日本旅客鉄道.   [2018-03-09]. （原始内容存档于2019-04-02）.
3. ↑  . 東日本旅客鉄道.   [2018-03-09]. （原始内容存档于2019-04-02）.
4. ↑  . 東日本旅客鉄道.   [2018-03-09]. （原始内容存档于2019-04-02）.
5. ↑  . 東日本旅客鉄道.   [2018-03-09]. （原始内容存档于2019-04-02）.
6. ↑  . 東日本旅客鉄道.   [2018-03-09]. （原始内容存档于2017-08-08）.
7. ↑  . 東日本旅客鉄道.   [2018-03-09]. （原始内容存档于2019-03-27）.
8. ↑  . 東日本旅客鉄道.   [2018-03-09]. （原始内容存档于2017-08-08）.
9. ↑  . 東日本旅客鉄道.   [2018-03-09]. （原始内容存档于2019-04-02）.
10. ↑  . 東日本旅客鉄道.   [2018-03-09]. （原始内容存档于2019-04-02）.
11. ↑  . 東日本旅客鉄道.   [2018-03-09]. （原始内容存档于2016-03-27）.
12. ↑  . 東日本旅客鉄道.   [2018-03-09]. （原始内容存档于2019-04-02）.
13. ↑  . 東日本旅客鉄道.   [2018-03-09]. （原始内容存档于2019-04-02）.
14. ↑  .   [2019-09-27]. （原始内容存档于2017-04-14）.